# Îngeri păzitori (telenovelă)
Îngeri păzitori (Fearless Heart; lit. „Inimă curajoasă”), inițial cunoscută ca Falls of Heaven, este o serial de televiziune de limbă spaniolă produsă de canalul de televiziune american Universal Television.

## Distribuție
- Adriana Fonseca - Angela Valdez de Martínez / Angela Valdez de Arroyo
- José Luis Reséndez - Juan Marcos Arroyo
- Aylin Mujica - Fernanda del Castillo / Victoria Villafañe
- Ximena Duque - Samantha Sandoval Navarro / Samantha Valdez Navarro del Castillo
- Fabián Ríos - Guillermo "Willy" del Castillo
- Vanessa Pose - Emma Arroyo / Emma Ferrara de Peralta
- Jon Ecker - Pablo Peralta
- Sonya Smith - Isabel Uriarte de Arroyo
- Jorge Luis Pila - Miguel Valdez
- Brenda Asnicar - Fabiola Ferrara / Fabiola Arroyo del Toro/ Fabiola Arroyo de Valdez
- Angeline Moncayo - María Laura Aguilar de Ponte
- Alba Roversi - Nora "La Madrina"
- Daniela Navarro - Clara Salvatierra del Castillo/ Clara Salvatierra de Martínez
- Pablo Azar - Gustavo Ponte
- Gregorio Pernía - Javier del Toro "El Verdugo" / Javier Falcón
- Carolina Tejera - Lorena Barrios
- Sandra Beltrán - Yvonne Matamoros "La Niña Bonita"
- Manuel Landeta - Bernardo del Castillo
- Gabriel Porras - Miguel Valdez Gutiérrez
- Miguel Varoni - Jesús Matamoros "El Mesiás"
- Katie Barberi - Perla Navarro de Sandoval
- Leonardo Daniel - Darío Sandoval
- Gilda Haddock - Estela de Valdez
- Gabriel Valenzuela - Luis Martínez / Camilo Martínez
- José Guillermo Cortines - Renzo Mancilla
- Eduardo Rodríguez - Esteban de la Vega
- Tatiana Capote - Ofelia Ramírez
- Alejandro López - Vicente la Madrid
- Lino Martone - Diego Villareal
- Roberto Plantier - Gabriel la Madrid
- Priscila Perales - Nelly
- Ahrid Hannaley - Cecilia
- Briggitte Bozzo - Génesis Arroyo Uriarte
- Nicole Arci - Violeta Martínez Valdez
- María del Pilar Pérez - María Fernanda Arroyo del Castillo
- Andrés Cotrino - Nicolás del Castillo Valdez
- Gabriela Borges - Jessica Aguilar del Toro
- Andrea Bauza - Nancy
- Anderson Leal - Lucas
- Andrés Vargas - El Canario
- Beatriz Cesar - Andrea Juarez
- Bettina Grand - Inés Suárez
- Carla Rodríguez - Alejandra
- Carlos Cuervo - Federico Varela
- Clemencia Santos - Doña Piedad
- Dayami Padrón - Paloma Nieves
- Eduardo Wasveiler - Juan Ignacio Arroyo
- Emily Alvarado - Samantha Sandoval Navarro (young)
- Ezequiel Montalt - Manuel Flores
- Fernando Cermeño - Gael
- Francisco Marmol - Oscar del Valle
- Francisco Porras - Dante
- Georgette Haddad - Sonia Estévez
- German "Tuto" Patiño - Cayetano "Ringo" Rodriguez
- Itzel Ramos - Leonor Arroyo
- Iván Hernández - Leonardo "Leo" Carreño
- Jalymar Salomón - Gloria Galván / Gloria Ferreira
- Jamie Sasson - Paula Uriarte
- Johanna Cure - Lady
- Johnny Nessy - German Galindez "El Vikingo"
- Jonathan Freudman - Rodrigo Sandoval
- José Luis Tovar - El Gigante
- Leslie Stewart - Thelma Rios
- Luis Gerardo López - Gerardo Duval
- Paloma Márquez - Sol Diaz de Leon
- Patricia Alquinta - Úrsula Villalobos
- Sofia Sanabria - Angela Valdez (young)
- Yami Quintero - Eugenia de la Salle
- Yrahid Leylanni - Natalia

## Premii și nominalizări
| 2012                          | Premios People en Español |                                                       |                              |              |
| 2012                          | Premios People en Español | Best Telenovela                                       | Marcela Citterio             | Nominalizare |
| 2012                          | Premios People en Español | Best Actress                                          | Adriana Fonseca              | Nominalizare |
| 2012                          | Premios People en Español | Best Actor                                            | José Luis Reséndez           | Nominalizare |
| 2012                          | Premios People en Español | Best Supporting Actress                               | Ximena Duque                 | Nominalizare |
| 2012                          | Premios People en Español | Best Supporting Actor                                 | Fabián Ríos                  | Nominalizare |
| 2012                          | Premios People en Español | Best Villain                                          | Manuel Landeta               | Nominalizare |
| 2012                          | Premios People en Español | Best Villain                                          | Aylín Mujica                 | Nominalizare |
| 2012                          | Premios People en Español | Newcomer of the Year                                  | Briggitte Bozzo              | Nominalizare |
| 2012                          | Premios People en Español | Sweethearts                                           | Ximena Duque and Fabián Ríos | Nominalizare |
| 2012                          | Premios Tu Mundo          |                                                       |                              |              |
| 2012                          | Novela of the Year        | Marcela Citterio                                      | Nominalizare                 |              |
| 2012                          | Favorite Lead Actor       | José Luis Reséndez                                    | Nominalizare                 |              |
| 2012                          | Favorite Lead Actress     | Adriana Fonseca                                       | Nominalizare                 |              |
| 2012                          | The Best Bad Boy          | Manuel Landeta                                        | Nominalizare                 |              |
| 2012                          | The Best Bad Girl         | Aylin Mujica                                          | Câștigat                     |              |
| 2012                          | The Perfect Couple        | Ximena Duque and Fabián Ríos                          | Câștigat                     |              |
| 2012                          | The Best Kiss             | Ximena Duque and Fabián Ríos                          | Câștigat                     |              |
| 2012                          | Great Young Actor         | Briggitte Bozzo                                       | Nominalizare                 |              |
| 2012                          | Great Young Actor         | Emily Alvarado                                        | Nominalizare                 |              |
| 2012                          | Great Young Actor         | Nicole Arci                                           | Nominalizare                 |              |
| 2012                          | Best Bad Luck Video       | "El plan de seducción de Vicente sale mal"            | Nominalizare                 |              |
| 2012                          | Best Bad Luck Video       | "Ángela confunde al dueño de la casa con el empleado" | Nominalizare                 |              |
| 2012                          | Best Novela Soundtrack    | "Mi primer amor"                                      | Nominalizare                 |              |
| 2013                          | Miami Life Awards         |                                                       |                              |              |
| 2013                          | Miami Life Awards         | Best Telenovela                                       | Marcela Citterio             | Nominalizare |
| 2013                          | Miami Life Awards         | Best female lead of telenovela                        | Adriana Fonseca              | Câștigat     |
| 2013                          | Miami Life Awards         | Best female lead of telenovela                        | Ximena Duque                 | Nominalizare |
| 2013                          | Miami Life Awards         | Best male lead of telenovela                          | José Luis Reséndez           | Nominalizare |
| 2013                          | Miami Life Awards         | Best male lead of telenovela                          | Fabián Ríos                  | Nominalizare |
| 2013                          | Miami Life Awards         | Best Supporting Actress telenovela                    | Brenda Asnicar               | Nominalizare |
| 2013                          | Miami Life Awards         | Best actress telenovela villain                       | Aylín Mujica                 | Câștigat     |
| 2013                          | Miami Life Awards         | Best actor telenovela villain                         | Manuel Landeta               | Nominalizare |
| 2013                          | Miami Life Awards         | Best actor telenovela villain                         | Gabriel Valenzuela           | Câștigat     |
| 2013                          | Miami Life Awards         | Best leading actress                                  | Alba Roversi                 | Nominalizare |
| 2013                          | Miami Life Awards         | Best Actress disclosure                               | Briggitte Bozzo              | Nominalizare |
| 2013                          | Miami Life Awards         | Best Actress disclosure                               | Emily Alvarado               | Nominalizare |
| 2013                          | Miami Life Awards         | Best Actress disclosure                               | Nicole Arci                  | Nominalizare |
| 2013                          | Miami Life Awards         | Best Actress disclosure                               | Sofía Sanabria               | Nominalizare |
| 2013                          | Miami Life Awards         | Best telenovela                                       | Marcela Citterio             | Câștigat     |
| 2014                          | Miami Life Awards         |                                                       |                              |              |
| Best young actress telenovela | Miami Life Awards         | Sofía Sanabria                                        | Nominalizare                 |              |